# Ahwahnee, California
Ahwahnee, California (енгл. Ahwahnee) насељено је место без административног статуса у америчкој савезној држави Калифорнија.

## Демографија
По попису из 2010. године број становника је 2.246.
| Група             | 2000.    | 2010.         |
| Белци             | 0 (0,0%) | 1.934 (86,1%) |
| Афроамериканци    | 0 (0,0%) | 6 (0,3%)      |
| Азијати           | 0 (0,0%) | 16 (0,7%)     |
| Хиспаноамериканци | 0 (0,0%) | 196 (8,7%)    |
| Укупно            | 0        | 2.246         |